# Sebastian Smoter
Sebastian Smoter (ur. 10 stycznia 1981) – polski żużlowiec.
Licencję żużlową zdobył w 1997 roku. Sport żużlowy uprawiał przez 7 lat, reprezentując kluby ZKŻ-u Zielona Góra (1997–2002) oraz Kolejarza Rawicz (2003).
Dwukrotny finalista indywidualnych mistrzostw Europy juniorów (Krško 1998 – X m., Lublana 2000 – X m.), dwukrotny finalista młodzieżowych indywidualnych mistrzostw Polski (Grudziądz 1998 – jako rezerwowy, Gniezno 1999 – IX m.), dwukrotny finalista młodzieżowych mistrzostw Polski par klubowych (Rybnik 2001 – złoty medal, Piła 2002 – brązowy medal), finalista młodzieżowych drużynowych mistrzostw Polski (Rybnik 2000 – brązowy medal), trzykrotny finalista turniejów o "Srebrny Kask" (Leszno 1998 – XVI m., Gniezno 1999 – XVI m., Zielona Góra 2001 – jako rezerwowy), czterokrotny finalista turniejów o "Brązowy Kask" (Piła 1997 – XVI m., Ostrów Wielkopolski 1998 – V m., Toruń 1999 – IX m., Leszno 2000 – III m.).